# Nepytia pulchraria
Nepytia pulchraria là một loài bướm đêm trong họ Geometridae.